# Michael Cherry
Pour les articles homonymes, voir Cherry.
Michael Cherry (né le 23 mars 1995 à Brooklyn) est un athlète américain, spécialiste du 400 mètres.

## Biographie
Il remporte le titre du relais 4 × 400 m lors des championnats du monde juniors 2014. En 2015, il descend pour la première fois de sa carrière sous les 45 secondes et porte son record personnel à 44 s 81. En juillet 2017, lors de l'Athletissima de Lausanne, il l'améliore en réalisant 44 s 66.
Initialement 4e de la finale du 400 m des championnats du monde en salle 2018 de Birmingham, Michael Cherry bénéficie des disqualifications controversées du vainqueur Óscar Husillos et du second Luguelín Santos pour remporter la médaille d'argent en 45 s 84, derrière le double tenant du titre Pavel Maslák (45 s 47). Le lendemain, à l'occasion de la finale du relais 4 x 400 m, il remporte la médaille d'argent en 3 min 01 s 97, nouveau record d'Amérique du Nord, d'Amérique centrale et des Caraïbes. Ce temps, en dessous de l'ancien record du monde (3 min 02 s 13) est battu par la Pologne, qui remporte l'or en 3 min 01 s 77. Kerley et ses coéquipiers devancent pour la médaille d'argent l'équipe de Belgique (3 min 02 s 51, record national).

## Palmarès
| Date | Compétition                    | Lieu             | Résultat | Épreuve       | Temps         |
| ---- | ------------------------------ | ---------------- | -------- | ------------- | ------------- |
| 2014 | Championnats du monde juniors  | Eugene           | 1er      | 4 × 400 m     | 3 min 03 s 31 |
| 2016 | Championnats NACAC espoirs     | San Salvador     | 2e       | 400 m         | 45 s 50       |
| 2016 | Championnats NACAC espoirs     | San Salvador     | 1er      | 4 × 400 m     | 3 min 00 s 89 |
| 2017 | Championnats du monde          | Londres          | 2e       | 4 x 400 m     | 2 min 58 s 61 |
| 2018 | Championnats du monde en salle | Birmingham       | 2e       | 400 m         | 45 s 84       |
| 2018 | Championnats du monde en salle | Birmingham       | 2e       | 4 x 400 m     | 3 min 01 s 97 |
| 2019 | Relais mondiaux de l'IAAF      | Yokohama         | finale   | 4 x 400 m     | DQ            |
| 2019 | Jeux panaméricains             | Lima             | 2e       | 4 x 400 m     | 3 min 1 s 72  |
| 2019 | Ligue de diamant               | Ligue de diamant | 6e       | 400 m         | 45 s 55       |
| 2019 | Championnats du monde          | Doha             | 1er      | 4 x 400 mixte | 3 min 09 s 34 |
| 2021 | Jeux olympiques                | Tokyo            | 4e       | 400 m         | 44 s 21       |
| 2021 | Jeux olympiques                | Tokyo            | 1er      | 4 x 400 m     | 2 min 55 s 70 |
| 2021 | Ligue de diamant               | Ligue de diamant | 1er      | 400 m         |               |

## Records
| Épreuve | Épreuve   | Temps   | Lieu         | Date             |
| ------- | --------- | ------- | ------------ | ---------------- |
| 400 m   | Plein air | 44 s 03 | Bruxelles    | 3 septembre 2021 |
| 400 m   | Salle     | 45 s 24 | Fayetteville | 7 février 2021   |